# Hedy Fürer-Ulrich
Hedy Fürer-Ulrich (* 1957) ist eine Schweizer Politikerin (SVP). Sie sitzt für den Wahlkreis See-Gaster im St. Galler Kantonsrat.

## Leben und Wirken
Fürer-Ulrich ist Bäuerin und Agrarpolitikerin. Sie präsidiert die Bäuerinnen- und Landfrauenvereinigung in Jona. Politisch engagiert sie sich in der SVP-Ortspartei von Rapperswil-Jona. Im Kantonsrat sitzt sie seit Juni 2016. Sie ist Mutter von vier Kindern, verheiratet und lebt in Bollingen.